# Carole Bayer Sager

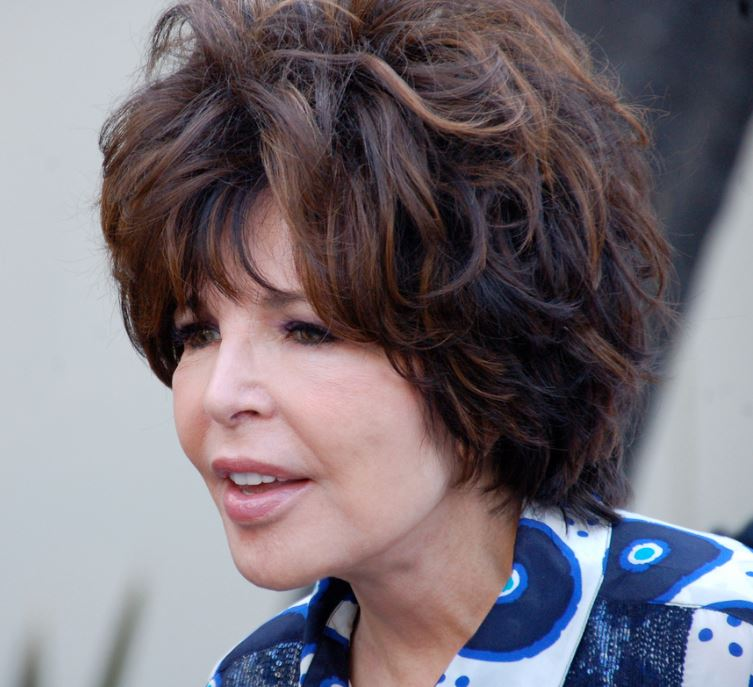
Carole Bayer Sager (2013)

Carole Bayer Sager (* 8. März 1944 in New York) ist eine amerikanische Songschreiberin, Komponistin und Sängerin.

## Leben und Karriere
Carole Bayer Sager wurde 1944 in New York geboren. Sie studierte Schauspiel und Klavier an der New York City High School of Music and Art. In dieser Zeit komponierte sie zusammen mit Toni Wine A Groovy Kind of Love, mit dem The Mindbenders 1966 einen Welthit landeten. Später machte sie einen Hochschulabschluss bei der New York University.
Ihre erste Aufnahme als Sängerin erschien 1977 mit dem Titel You’re Moving Out Today, den sie zusammen mit Bette Midler geschrieben hatte, und der ebenfalls ein Hit wurde.
Ebenfalls 1977 schrieb sie für den James-Bond-Film Der Spion, der mich liebte das Lied Nobody Does It Better, Marvin Hamlisch komponierte die Musik; dieser Titel wurde für den Oscar nominiert und war ein großer Erfolg für die Sängerin Carly Simon.
1982 erhielt Carole Bayer Sager gemeinsam mit Burt Bacharach, Peter Allen und Christopher Cross einen Oscar (bester Song) und einen Golden Globe (bester Filmsong) für das gemeinsam geschriebene Titellied zu Arthur – Kein Kind von Traurigkeit. 1987 wurde sie gemeinsam mit Bacharach mit einem Grammy für That’s What Friends Are For (Song des Jahres) ausgezeichnet, 1999 mit einem weiteren Filmsong-Golden-Globe für The Prayer (aus Das magische Schwert – Die Legende von Camelot), und 2007 mit einem Satellite Award für das Titellied zu Grace is Gone. Sieben weitere Male war sie für den Golden Globe nominiert, fünf weitere Male für den Oscar, zwei weitere Male für den Grammy, ein weiteres Mal für den Satellite Award, einmal für den Emmy.
1986 wurde On My Own von Sager und Bacharach, das ursprünglich für Dionne Warwick geschrieben wurde, in der Interpretation von Patti LaBelle und Michael McDonald ein Nummer-eins-Hit in den USA und Kanada.
Nach dem Tod von Casablanca-Manager Neil Bogart 1982 gründete Bayer Sager zusammen mit dessen Witwe Joyce 1984 die Stiftung „Neil Bogart Memorial Fund“, der heute „The Bogart Pediatric Cancer Research Program“ heißt. Sie ist Mitglied im Board of Directors der Stiftung.

## Privatleben
Carole Bayer Sager war von 1970 bis 1978 mit Andrew Sager verheiratet.
Von 1982 bis 1991 war sie mit Burt Bacharach verheiratet, mit dem sie einen Sohn adoptierte.
Heute ist sie mit Robert A. Daly, dem ehemaligen Vorstand der Warner Music Group, verheiratet. Sie lebt in Los Angeles, Kalifornien.

## Diskografie

### Studioalben
| Jahr | Titel                   | Höchstplatzierung, Gesamtwochen, AuszeichnungChartplatzierungen (Jahr, Titel, Platzierungen, Wochen, Auszeichnungen, Anmerkungen) | Höchstplatzierung, Gesamtwochen, AuszeichnungChartplatzierungen (Jahr, Titel, Platzierungen, Wochen, Auszeichnungen, Anmerkungen) | Anmerkungen                    |
| Jahr | Titel                   | UK | US | Anmerkungen                    |
| ---- | ----------------------- | --- | --- | ------------------------------ |
| 1981 | Sometimes Late at Night | — | US60 (22 Wo.)US | Erstveröffentlichung: Mai 1981 |

Weitere Veröffentlichungen:
- 1977: Carole Bayer Sager
- 1978: …Too

### Singles
| Jahr | Titel Album                                  | Höchstplatzierung, Gesamtwochen, AuszeichnungChartplatzierungen (Jahr, Titel, Album, Platzierungen, Wochen, Auszeichnungen, Anmerkungen) | Höchstplatzierung, Gesamtwochen, AuszeichnungChartplatzierungen (Jahr, Titel, Album, Platzierungen, Wochen, Auszeichnungen, Anmerkungen) | Anmerkungen                    |
| Jahr | Titel Album                                  | UK | US | Anmerkungen                    |
| ---- | -------------------------------------------- | --- | --- | ------------------------------ |
| 1977 | You’re Moving Out Today Carole Bayer Sager   | UK6 (9 Wo.)UK | US69 (7 Wo.)US | Erstveröffentlichung: Mai 1977 |
| 1981 | Stronger Than Before Sometimes Late at Night | — | US30 (13 Wo.)US | Erstveröffentlichung: Mai 1981 |

## Werke (Auswahl)
- Peter Allen (Fly Away, Everything Old Is New Again)
- Bette Midler (Blueberry Pie, My One True Friend)
- Melissa Manchester (Through the Eyes of Love, Midnight Blue, Come In from the Rain, Don’t Cry Out Loud)
- Dolly Parton (You’re the Only One, Heartbreaker, The Day I Fall in Love)
- Carly Simon (Nobody Does It Better)
- Dusty Springfield (Dream On, Home to Myself, I’d Rather Leave While I’m in Love)
- Elkie Brooks (Don't Cry Out Loud)
- Rita Coolidge (Fool That I Am, I’d Rather Leave While I’m in Love)
- Barbra Streisand (Niagara, Love Light, You and Me for Always, One More Time Around)
- Liza Minnelli (More Than I Like You, Don’t Cry Out Loud)
- Carole King (Anyone at All)
- Rod Stewart (That’s What Friends Are For)
- Dionne Warwick (Extravagant Gestures, Love Power, Stronger Than Before)
- Diana Ross (It’s My Turn, Come In from the Rain)
- Shirley Bassey (Better Off Alone)
- Roberta Flack (Maybe)
- Aretha Franklin (Someone Else’s Eyes, Ever Changing Times)
- Randy Crawford (One Hello)
- Patti LaBelle (On My Own, Sleep with Me Tonight, Need a Little Faith)
- Anita Baker (When You Love Someone)
- Frank Sinatra (You and Me (We Wanted It All))
- Leo Sayer (When I Need You)
- Neil Diamond (Heartlight, On the Way to the Sky, Front Page Story, I’m Guilty, Turn Around)
- Christopher Cross (Arthur's Theme (Best That You Can Do))
- Kenny Rogers (They Don’t Make Them Like They Used To)
- Johnny Mathis (Fly Away, When I Need You, Midnight Blue)
- Michael Jackson (It’s the Falling in Love, You Are My Life, We’ve Had Enough)
- Céline Dion & Andrea Bocelli (The Prayer)
- The Corrs (I Never Loved You Anyway, Don’t Say You Love Me)
- Diana Krall (Why Should I Care)